# Закопане
Закопа́не (польск. Zakopane) — город на крайнем юге Польши у подножия Татр. Согласно данным Главного статистического бюро Польши, на 31 декабря 2019 года население города составляло 27 010 жителей. Закопане является крупнейшим центром зимних видов спорта в стране, его часто называют зимней столицей Польши.

## География
Закопане — самый южный город Польши. Расположен в долине, недалеко от самой высокой части Татр. Ближайшие крупные города: Новы-Сонч и Краков. В городе конечная станция железнодорожной линии, идущей от Кракова. Закопане находится в 120 км от него, это менее трёх часов на поезде или автобусе и полтора часа на автомобиле.

## История
Первые документальные упоминания о Закопане относятся к XVII веку, когда он как деревушка впервые упоминается под этим именем. В XVII столетии здесь соединялись границы королевств Польши, Венгрии и Османской империи (зависимых от неё территорий). Последнее даёт основания полагать, что название Закопане связано с османским словом sekban «(османские) пограничные войска, егери» سگبان. В 1676 году население здесь насчитывало 43 человека. В ходе разделов Польши вошло в состав владений Габсбургов, впоследствии было в составе Австрийской империи и Австро-Венгрии (до ее распада в ноябре 1918 г.).
К концу XIX века Закопане становится известно как центр туризма.
В 1899—1901 годах через Закопане была проложена железнодорожная линия.
В ноябре 1918 года вошло в состав II Речи Посполитой.
В феврале 1939 года здесь проходил 9-й чемпионат мира по горнолыжному спорту.
В ходе Второй мировой войны, после завершения боевых действий в сентябре 1939 года, город был оккупирован немецкими войсками и включён в состав Генерал-губернаторства.
С приближением к городу линии фронта Закопане был превращён в немецкий опорный пункт (к концу декабря 1944 года здесь находился гарнизон из 1000 солдат и офицеров вермахта, а также около 150 сотрудников СД и полиции безопасности). 29 января 1945 года советский партизанский отряд имени Н. Щорса (командир — В. С. Мацнев) одновременно атаковал немецкие позиции со стороны шоссе на Витув и с юга, в результате гарнизон был разбит и капитулировал. После этого отряд удерживал город до подхода частей РККА. В дальнейшем при активном содействии местных жителей здесь были оборудованы два госпиталя и восстановлена взорванная немцами городская электростанция.
Город был кандидатом на проведение Зимних Олимпийских игр 2006 года.

## Климат
Закопане считается самым высоким городом Польши. Он расположен на высоте 750—1100 метров над уровнем моря. Эти места отличает мягкий климат. Зимы здесь солнечные, снежные и тёплые. В январе—феврале термометр показывает −5°—10° С. Сезон горных лыж: декабрь, январь, февраль, март и апрель.

## Туризм
Традиция горнолыжного спорта зародилась в этих местах полтора века тому назад. Трассы — простые и пологие, сложные и крутые. Перепад высот — 930 метров. На 10 горнолыжных центров региона приходится 90 подъёмников. Протяжённость трасс — 80 тысяч метров. В центре Закопане находятся «Губалувка», «Анталувка» и «Козинец»; здесь расположен и самый большой горнолыжный трамплин в стране — Велька Крокев. В летнее время эти места привлекают любителей горных прогулок: самые посещаемые вершины — Свиница и Гевонт. Зимний Закопане — это признанный горнолыжный курорт. Благодаря своему удобному положению (как отправная точка для многочисленных маршрутов) Закопане является самым известным горным курортом Польши.

## Достопримечательности
- Татровский музей, самый старый в городе, был открыт в 1889 году.

## Упоминания
В песне группы «Скрябин» — «Місця щасливих людей» (с укр. — «Места счастливых людей»):
А пам’ятаєш
Велосипеди в Парижі,
І в Закопаному лижі,
Місця щасливих людей?..